# Владимир Протић (уметник)
Владимир Протић, познат и као Доктор Протић (Београд, 25. март 1975) српски је аутор интернет-серијалâ, глумац, књижевник, писац сценарија за стрипове и џез-музичар.

## Биографија
Протић је рођен 1975. и живи у београдском насељу Бањица. Завршио је гимназију, а затим је студирао на Филозофском факултету Универзитета у Београду, на одсеку за филозофију. Студије је, међутим, напустио 2004. године.
Протић је најпознатији као аутор краткометражних филмова снимљених аматерском камером, постављених на сајту , од којих су неки погледани и више од сто хиљада пута, што је представљало значајан број у време кад је овај сајт у Србији још увек био у повоју. Међу тим видео-снимцима се истичу серијали „Др Протић“, у коме сâм тумачи насловни лик, који у својим „сеансама“ износи ставове блиске филозофском правцу нихилизму, као и луткарски серијал „Јагањац“, у коме, руководећи лутком овна Јагањца, на груб, неконвенционалан и често опсцен начин, црнохуморно пародира луткарске серијале попут „Лаку ноћ, децо“ и руских дечјих луткарских серија, уз мноштво културних и супкултурних референци. Протић је објављивао своје видео-записе на више фестивала и изложби: „Филмски фронт“ (Нови Сад, 2005), „РАФ“ (Загреб, 2006, 2008, 2011), „Арт клиника“ (Нови Сад, 2006), „Дислокације: утопијски простор(и)“ (Београд, 2007), „Октопус - међународни бијенале проширених медија“ (Београд, 2007), „Кликер! - фестивал поп књижевности“ (Загреб, 2008), „Екс театар фест“ (Панчево, 2008; Јагањац је отворио и затворио фестивал као заштитно лице фестивала).
Године 2010, Немања Војиновић, тада студент режије на Факултету драмских уметности у Београду, режирао је кратки документарни филм о Владимиру Протићу Реалности, одјеби, који је током 2011. приказан на више филмских фестивала у Србији и околним земљама.
Протић је објавио књигу „Телекс“, написану лета 2005. у форми измишљених вести у коауторству са Немањом Моравићем Балканским, а учествовао је и у зборнику прича „Бун(т)овна п(р)оза“ под покровитељством UNESCO-а 2002. Протић је и аутор сценарија за стрипове Свиња Диња и Џем и путер, које је, по његовим текстовима, такође цртао Немања Моравић Балкански.
Протић је и дугогодишњи џез-трубач и свира у бенду „Владимир Протић квартет“ са којим наступа по џез-клубовима у Београду. На Марчеловом албуму Трећа страна медаље из 2008. године, Протић је у песми Три жеље гостовао као трубач, док је у песми Доле искоришћен инсерт из једне од сеанси Доктора Протића. Протић је идејни творац Jazz crawl фестивала, који се од 2016. године у Београду одржава поводом Светског дана џеза, 30. априла.
Протић је више година био запослен као ноћни чувар у парфимерији, која се уједно појављује као тема или место радње више његових видео-снимака.